# (2157) Ashbrook
Pour les articles homonymes, voir Ashbrook.
(2157) Ashbrook est un astéroïde de la ceinture principale découvert le 7 mars 1924 par l'astronome allemand Karl Wilhelm Reinmuth. Le lieu de découverte est Heidelberg (024).

## Nom
L'astéroïde a été nommé en l'honneur de l'astronome américain Joseph Ashbrook (1918-1980), il était aussi le rédacteur en chef de Sky & Telescope, et le co-découvreur de la comète périodique Ashbrook-Jackson. Sa vaste expérience professionnelle en astronomie, ainsi que ses connaissances encyclopédiques sur des notions astronomiques intrigantes et obscures, réelles ou imaginaires, ont permis à "Sky and Telescope" d'occuper une position unique en tant que source essentielle d'informations, non seulement pour les astronomes professionnels et les historiens des sciences, mais aussi pour les astronomes amateurs de tous les niveaux d'expertise. Nom proposé par Norman Sperling (en) et approuvé par C. M. Bardwell et Brian G. Marsden. [Ref: Minor Planet Circ. 5284].